# Policaprolactona
La policaprolactona (PCL) es un poliéster alifático biodegradable con un bajo punto de fusión de alrededor de 60 °C y una temperatura de transición vítrea de alrededor de -60 °C. Es obtenido a partir de la polimerización de la caprolactona. Su nombre según IUPAC es 1,7-polioxepan-2-ona. Otros nombres podrían ser homopolímero de 2-oxepanona o polímero de 6-caprolactona. Su fórmula molecular es (C6H10O2)n. El PCL a menudo es utilizado como aditivo para otros polímeros. Y al tener un bajo punto de fusión, es utilizado como un plástico capaz de ser moldeado a mano, útil para la fabricación de prototipos, reparación de piezas plásticas y confección de artesanías. También ha recibido una gran atención para su uso como un biomaterial para implantes en el cuerpo humano.
El PCL puede obtenerse mediante la polimerización de anillo abierto de ε-caprolactona, usando un catalizador como el octanato de estaño. 

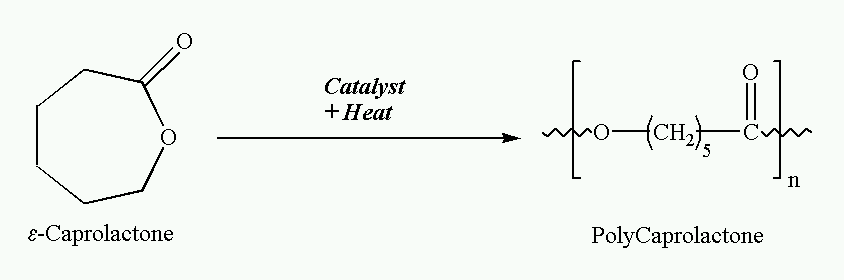
Polimerización de ε-caprolactona a policaprolactona.

El polímero es usado frecuentemente como aditivo de resinas para mejorar sus propiedades, por ejemplo resistencia al impacto. Su compatibilidad con muchos otros materiales permite utilizarlo en mezclas con almidón para disminuir costes y mejorar la biodegradación, o como aditivo del PVC; el PVC también está hecho con distintos materiales como fibra de vidrio cristal metal plástico este puede tener una forma esférica 

## Síntesis y estructura química
El PCL se prepara por polimerización de apertura de anillo de ε-caprolactona utilizando un catalizador como por ejemplo el octoato estannoso. Recientemente una amplia gama de catalizadores para la polimerización de apertura de anillo de caprolactona han sido estudiados.

## Características y propiedades
La policaprolactona (PCL) es un plástico biodegradable elaborado a partir de derivados del petróleo. Se compone de una secuencia de unidades de metileno, entre los que se forman grupos éster.
A través de esta estructura muy simple, una rotación ligeramente limitada de los segmentos individuales de la cadena es posible, lo que lleva a un punto de transición vítrea muy bajo (-60 °C). Se trata de un polímero semicristalino con punto de fusión de 58-60 °C, baja viscosidad y fácil procesabilidad. A temperatura ambiente, la policaprolactona de cadena corta es amorfa y correspondientemente blanda y gomosa. Debido a la estructura uniforme, sin embargo, se cristaliza fácilmente, lo que resulta en el refuerzo del material. La policaprolactona cristalina se asemeja al polietileno en la estructura cristalina.
La PCL es altamente miscible y se combina bien con otros plásticos, así como con la lignina y almidón. Además, se adhiere bien a un gran número de superficies. Su obtención es más simple que otros biopolímeros, funde fácilmente y no es tóxico.
Su aplicación principal es en el campo médico como hilo para suturas. Debido a que el homopolímero se bioabsorbe en aproximadamente 2 años, se han desarrollado copolímeros para acelerar la velocidad de bioabsorción, por ejemplo copolímeros con DL- Lactida.

## Aditivo para polímeros
El uso más común de policaprolactona como aditivo es en la fabricación de poliuretanos especiales. Las policaprolactonas imparten buena resistencia al agua, aceites, a los disolventes y al cloro en el poliuretano producido.
Este polímero también se usa a menudo como un aditivo para las resinas, para mejorar sus características de procesamiento y sus propiedades de uso final (por ejemplo, resistencia al impacto). Siendo compatible con una amplia gama de otros materiales, la PCL se puede mezclar con almidón para reducir su costo y aumentar la biodegradabilidad o se puede añadir como un polímero plastificante al PVC.
Encuentra aplicaciones en adhesivos, agentes compatibilizantes y películas así como en medicina. La PCL se usa mayoritariamente en mezclas con almidón tales como el Mater Bi producido por Novamont, en el que la policaprolactona mejora su resistencia a la humedad, aumenta la resistencia en estado fundido y ayuda a plastificar el almidón.

## Aplicaciones biomédicas
La PCL es degradada por hidrólisis de sus vínculos ésteres en condiciones fisiológicas (tales como en el cuerpo humano) y por lo tanto ha recibido una gran atención para su uso como un biomaterial implantable. En particular, es especialmente interesante para la preparación de dispositivos implantables de largo plazo, debido a su degradación, que es incluso más lenta que la de polilactida.
la PCL ha sido aprobada por la Administración de Alimentos y Medicamentos de EE. UU. (FDA) en aplicaciones específicas utilizadas en el cuerpo humano como, por ejemplo, un dispositivo para suministro de fármaco, sutura (vendido bajo la marca Monocryl) o barrera de adhesión. El Monocryl es una sutura quirúrgica sintética y absorbible, fabricada y patentada por Ethicon Inc. Se compone de poliglecaprona 25, que es un copolímero de glicólida y Ɛ-caprolactona.
La biocompatibilidad de la PCL ha sido muy estudiada, especialmente del Capronor que es un dispositivo anticonceptivo válido durante 18 meses. El agente activo es el progestágeno levonorgestrol, se presenta en cápsulas sub-cutáneas que se colocan por medio de una cirugía menor. Se ha demostrado que el polímero no es tóxico, excepto por una pequeña irritación en el lugar del implante. 
Láminas de policaprolactona también son utilizadas como bolus (equivalente a tejido ceroso colocado en la superficie de la piel) en radioterapia para homogeneizar o modular el rango de la dosis de radiación de haces externos. Como las láminas de PCL se ablandan con agua caliente y se vuelven moldeables, se pueden aplicar en áreas difíciles como pared torácica, nariz, parótida o cualquier superficie anatómica irregular.

## Hobbies y prototipos
La PCL también tiene muchas aplicaciones en el mercado de los hobbies. Algunos nombres de marca comerciales usados en este mercado son Hand Moldable Plastic, Mold-Your-Own Grips, Simple-Plastic, InstaMorph, Shapelock, Missing Link, Friendly Plastic en los EE. UU, Funplast en España, Polymorph en el Reino Unido, Plastimake en Australia, Protoplast en los Países Bajos, y Plastiform en Francia. Tiene propiedades físicas de un plástico muy duro, como nylon, que se funde a una consistencia similar a la masilla a 60 °C. El calor específico y la conductividad de la PCL son tan bajos que no es difícil de manejar a esta temperatura. Esto lo hace ideal para pequeños modelados, fabricación de piezas, reparación de objetos de plástico, y el prototipado rápido, donde la resistencia al calor no sea necesaria. Aunque la PCL fundida se adhiere fácilmente a muchos otros plásticos, si la superficie se enfría, la pegajosidad se puede minimizar al mismo tiempo que deja la masa flexible.